# Rhynchocyon chrysopygus
La musaraña elefante de trompa dorada (Rhynchocyon chrysopygus) es una especie de mamífero afroterio del orden de los macroscelídeos.

## Descripción
La musaraña elefante de trompa dorada es la más grande de la familia de las musarañas elefante. Al igual que todas la musarañas elefante, posee de un hocico movible con forma de trompa. Las patas son largas y delgadas, y las traseras son más largas que las delanteras. La piel es suave, mayoritariamente de un color negro rojizo. Llamativa es una mancha dorada en la parte trasera del torso. Las patas y las orejas son negras, al igual que la parte delantera de la cola. La punta de la cola es de color blanco.
Los colmillos muestran un dimorfismo sexual ya que los del macho son mucho más grandes que los de la hembra. Estos animales alcanzan una longitud corporal de hasta 31 cm y su cola mide hasta 26 cm y tienen un peso promedio de 540 g.

## Distribución y hábitat
A la musaraña elefante de trompa dorada se le encuentra en la zona de costa del sudoeste de Kenia. Habitan en el suelo de bosques con mucha maleza. 

## Comportamiento
La musaraña elefante de trompa dorada vive solo en el suelo, no escala árboles ni construye cuevas subterráneas. Son animales monógamos y solo se buscan una nueva pareja si su anterior pareja ha muerto. Las parejas habitan territorios de hasta 1,7 ha, y los límites del territorio son marcados por ambos secretando su olor. Intrusos siempre son expulsados por el animal del mismo sexo. Estos animales son diurnos; durante la noche cavan pequeñas cavidades que rellenan con hojas.
Estos animales son carnívoros y se alimentan de insectos, gusanos y arañas, entre otros.

### Reproducción
Estos animales se pueden reproducir durante todo el año. La gestación dura alrededor de 42 días, y resulta en el nacimiento de solo una cría.
Durante las primeras semanas, la cría se mantiene en el nido paternal, que abandona a las tres semanas. Entre la quinta y la vigésima semana de edad, el animal joven establece su propio territorio.

## Amenazas
La musaraña elefante de trompa dorada es clasificada por la UICN como Especie en peligro de extinción. La causa principal es la destrucción de su hábitat natural, el cual ya es en si muy pequeño. Su área de distribución está dividida; la zona de protección más importante es el parque nacional de Arabuko Sokoke, al norte de Mombasa, en Kenia.